# Xi Scorpii
Désignations
- ξ Sco A : HR 5978, HD 144070[2]
- ξ Sco B : HR 5977, HD 144069[3]
- ξ Sco C : SAO 159666[4]

ξ Sco DE : IRAS 16015 1118, GJ 9541, ADS 9910, WDS J16044 -1127

- ξ Sco D : HD 144087, BD-11°4057, HIP 78738, SAO 159668, WDS J16044 -1127A[6]
- ξ Sco E : HD 144088, BD-11°4058, HIP 78739, SAO 159670, WDS J16044 -1127B[7]

Xi Scorpii (ξ Scorpii / ξ Sco) est un système quintuple d'étoiles de la Constellation du Scorpion.

## Nomenclature
ξ Scorpii (latinisé Xi Scorpii) est la désignation de Bayer du système. Il ne possède pas de nom propre, même si parfois on lui a attribué par erreur le nom de Graffias avant que ce dernier ne désigne Beta Scorpii. Sa désignation de Flamsteed est 51 Librae, l'astronome britannique plaçant l'étoile dans la Balance. Quand les limites des constellations modernes ont été formellement définies, Xi Scorpii s'est retrouvé dans les limites du Scorpion et sa désignation de Flamsteed est tombée en désuétude.
Les cinq étoiles du système de Xi Scorpii possèdent toutes des désignations différentes. Xi Scorpii A, B, et C apparaissent vraiment proches dans le ciel et se sont souvent vues attribuer une unique désignation, alors que D et E sont plus distantes et ont chacune des désignations séparées.
| Composante  | HR     | HD     | SAO    | HIP   | GJ   | Struve |
| ----------- | ------ | ------ | ------ | ----- | ---- | ------ |
| ξ Scorpii A | 5978   | 144070 | 159665 | 78727 | 9540 | 1998   |
| ξ Scorpii B | 5977   | 144069 | 159665 | 78727 | 9540 | 1998   |
| ξ Scorpii C | aucune | aucune | 159666 | 78727 | 9540 | 1998   |
| ξ Scorpii D | aucune | 144087 | 159668 | 78738 | 9541 | 1999   |
| ξ Scorpii E | aucune | 144088 | 159670 | 78739 | 9541 | 1999   |